# Hyalurga subnormalis
Hyalurga subnormalis är en fjärilsart som beskrevs av Dyar 1914. Hyalurga subnormalis ingår i släktet Hyalurga och familjen björnspinnare. Inga underarter finns listade i Catalogue of Life.